# Svanemøllebugten
Svanemøllebugten är en vik i Danmark.   Den ligger i Region Hovedstaden, i den östra delen av landet i nordöstra Köpenhamn vid Öresundet.